# Alenka Bratušek
Alenka Bratušek (31 de março de 1970) é uma política eslovena, primeira-ministra do país de 20 de março de 2013 a 18 de setembro de 2014. Foi a primeira mulher a assumir essa função no país.
Ocupou esse cargo porque o primeiro-ministro anterior, Janez Janša, renunciou o cargo. O Parlamento da Eslovénia, com 55 votos a favor e 33 contra, aprovou a moção de censura promovida pelo partido de centro-esquerda Eslovénia Positiva contra a coalizão conservadora liderada por Janez Janša, acusado de corrupção e de fazer uma política econômica antissocial.
Esta moção contou com o apoio do Partido Social-Democrata e de duas formações menores que abandonaram a coalizão no poder, a Lista Cívica (DL) e o Partido dos Jubilados (DeSUS). Então Alenka Bratušek, tecnocrata (política independente), foi encarregada de dirigir o país até convocar as novas eleições da Eslovênia.
Em 27 de fevereiro de 2013, Bratušek foi eleita como a primeira-ministra designada para formar um novo governo. Gregor Virant saudou o resultado da votação, indicando que a Eslovênia poderia prosseguir adiante.
A imprensa estrangeira pensava que seria difícil para Bratušek formar um novo governo e perguntou se iria continuar as reformas iniciadas pelo governo Janša. A nova maioria parlamentar formada pelo partido PS e os sociais-democratas se formou. Em 20 de março, Bratušek formou o governo.
Em 5 de maio de 2014, Bratušek apresentou sua renúncia como primeira-ministra, após perder a liderança do Eslovénia Positiva para Zoran Janković. Criou o Aliança de Alenka Bratušek, por onde se elegeu ao Parlamento em 13 de julho de 2014.